# ジョージ・ハミルトン＝ゴードン (第5代アバディーン伯爵)

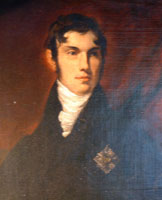
第5代アバディーン伯爵

第5代アバディーン伯爵ジョージ・ジョン・ジェームズ・ハミルトン＝ゴードン（George John James Hamilton-Gordon, 5th Earl of Aberdeen、1816年9月28日 – 1864年3月22日）は、イギリスの貴族、自由党の政治家。庶民院議員を務めた。1860年までハッドー卿の儀礼称号を使用した。

## 生涯
第4代アバディーン伯爵ジョージ・ハミルトン＝ゴードンと2人目の妻ハリエット（Harriet、1792年6月8日 – 1833年8月26日、ジョン・ダグラス閣下の娘）の息子として、1816年9月28日にベントリー・プライアリーで生まれた。ハーロー校で教育を受けた後、1834年5月23日にケンブリッジ大学トリニティ・カレッジに入学、1837年にM.A.の学位を修得した。
1854年8月、ピール派の候補としてアバディーンシャー選挙区の補欠選挙に出馬、無投票で当選した。1857年イギリス総選挙でもピール派候補として無投票で再選した。1859年イギリス総選挙では自由党候補として無投票で再選した。
1860年12月14日に父が死去すると、アバディーン伯爵位を継承した。
1864年3月22日にアバディーンシャーのハッドー・ハウスで死去、長男ジョージが爵位を継承した。

## 家族
1840年11月5日、メアリー・ベイリー（1815年ごろ – 1900年4月3日、ジョージ・ベイリーの娘、第10代ハディントン伯爵ジョージ・ベイリー＝ハミルトンの妹）と結婚、3男3女をもうけた。
- ジョージ（1841年12月10日 – 1870年1月27日） - 第6代アバディーン伯爵[1]
- メアリー（1844年5月28日 – 1914年2月13日） - 1863年1月30日、第8代ポルワース卿ウォルター・ヘップバーン＝スコットと結婚[5]
- ジェームズ・ヘンリー（1845年10月11日 – 1868年2月12日） - 生涯未婚[4]
- ジョン・キャンベル（1847年8月3日 – 1934年3月7日） - 第7代アバディーン伯爵、初代アバディーン＝テメイア侯爵[1]
- ハリエット（1849年12月17日[6] – 1942年2月15日） - 1870年5月7日、紋章官ウィリアム・アレグザンダー・リンジー（英語版）（1926年9月13日没）と結婚、子供あり[7]
- キャサリン・イライザ（1852年10月16日 – 1931年2月28日） - 1876年11月21日、第6代バーリーのバルフォア卿アレグザンダー・ブルース（英語版）と結婚、子供あり[8][9]